# 短光紅蝽
短光紅蝽（学名：Dindyumus brevis）为紅蝽科光紅蝽屬下的一个种。